# Культура клеток и тканей
Культура тканей — это совокупность методов, используемых для поддержания или выращивания растительных клеток, тканей или органов в стерильных условиях на питательной среде известного состава. Он широко используется для получения клонов растения в методе, известном как микроразмножение . Различные методы в культуре растительных тканей могут предложить определённые преимущества перед традиционными методами размножения, в том числе:
- Производство точных копий растений, которые имеют особенно хорошие цветы, фрукты или другие желательные черты.
- Для быстрого получения зрелых растений.
- Производство кратных растений при отсутствии семян или необходимых опылителей для получения семян.
- Регенерация целых растений из растительных клеток, которые были генетически модифицированы.
- Производство растений осуществляется в стерильных контейнерах, что позволяет перемещать их со значительно сниженными шансами на передачу болезней, вредителей и патогенов.
- Производство растений из семян, которые в противном случае имеют очень низкие шансы на прорастание и рост.
- Чтобы «очистить» определённые растения от вирусных и других инфекций и быстро размножить эти растения как «очищенный подвой» для садоводства и сельского хозяйства.

Культура растительных тканей основана на том, что многие растительные клетки обладают способностью регенерировать целое растение (тотипотентность). Одиночные клетки, растительные клетки без клеточных стенок (протопласты), кусочки листьев, стеблей или корней часто могут быть использованы для получения нового растения на питательных средах с учётом необходимых питательных веществ и растительных гормонов.